# ویاچسلاف سمیونوف
ویاچسلاف سمیونوف (روسی: Вячеслав Михайлович Семёнов؛ زادهٔ ۱۸ اوت ۱۹۴۷) بازیکن فوتبال اوکراینی‌تبار اهل اتحاد جماهیر شوروی سوسیالیستی بود.
از باشگاه‌هایی که در آن بازی کرده‌است می‌توان به باشگاه فوتبال زوریا لوهانسک، باشگاه فوتبال دنیپرو، باشگاه فوتبال دینامو کی‌یف، و باشگاه فوتبال آرسنال کی‌یف اشاره کرد.
وی همچنین در تیم ملی فوتبال شوروی بازی کرده‌است.